# Kōri Kazuko
Kōri Kazuko (郡 和子) là chính trị gia người Nhật Bản. Bà từng là thành viên của Chúng nghị viện Nhật Bản. Kể từ năm 2017, bà đang giữ chức vụ làm thị trưởng thành phố Sendai, tỉnh Miyagi.